# 屠玄極
屠玄極（1570年—？），字稚真，號太凡，南直隶寧國府寧國縣人，明朝政治人物。

## 生平
萬曆二十八年（1600年）庚子科应天府乡试第五名举人，三十五年丁未科进士，吏部觀政，三十九年授大理寺评事，四十年升左寺副，四十一年升南左寺正，四十四年升南安知府，四十七年考察。

## 家族
曾祖屠義。祖父屠龍，封主事，贈太常寺少卿。父屠羲英，南京太常寺卿管祭酒事。母杨氏，封恭人。慈侍下。兄屠玄祚（监生）。弟屠玄圭（贡士）、屠玄管。